# 乘法原理

alt = 圖有兩列，左列上至下有A、B兩個字母，右列則有A1、A2、A3、B1、B2、B3六個組合。兩列之間有連線，A與A1、A2、A3三個分支相連，B與B1、B2、B3三個分支相連。

乘法原理是組合計數的基本計數原理。簡而言之，「若有{\displaystyle a}種方法做某事，{\displaystyle b}種方法做另一事，則合共有{\displaystyle a\cdot b}種方法做此兩件事。」

## 舉例
設在港式粉麵店要點一碗湯粉麵，主食有三種：粗麵、幼麵、河粉，要選恰好一款；而配料有兩種選擇：雲吞、牛腩，亦要選恰好一款。問可選配搭數為何。
使用乘法原理，答案是{\displaystyle 3\times 2=6}，總共有六種配搭。
抽象一點，考慮從{\displaystyle A,B,C}三件物件選一，再從{\displaystyle X,Y}兩件物件選一。使用乘法原理，可知總共有{\displaystyle 3\times 2=6}種選法。本例中，可以窮舉所有可能性驗證：可選的組合有{\displaystyle AX,AY,BX,BY,CX,CY}，共六種。
上述例子中，集合{\displaystyle \{A,B,C\}}和{\displaystyle \{X,Y\}}不交，即兩次選擇中，沒有選項重複出現，但這並非必要，乘法原理即使兩次選擇的選項有相同，仍然成立。從{\displaystyle \{A,B,C\}}選一個元素，然後再選一次，效果等同選取了一個有序對，其兩個分量都在{\displaystyle \{A,B,C\}}中，選法的總數為{\displaystyle 3\times 3=9}。

## 應用
集合論中，乘法原理可以視為基數乘積的定義。對於集合{\displaystyle S_{1},S_{2},\ldots ,S_{n}}，以{\displaystyle |S_{i}|}表示{\displaystyle S_{i}}的元素個數（基數），則有
{\displaystyle |S_{1}|\cdot |S_{2}|\cdots |S_{n}|=|S_{1}\times S_{2}\times \cdots \times S_{n}|,}
其中{\displaystyle \times }表示笛卡兒積。{\displaystyle S_{i}}可以是無窮集，甚至可以考慮無窮多個集合的乘積，參見基數和選擇公理。